# Bert Lahr
Bert Lahr, vero nome Irving Lahrheim (New York, 13 agosto 1895 – New York, 4 dicembre 1967), è stato un attore statunitense. Noto fin dagli anni trenta per le sue commedie e per i musical a Broadway, è principalmente ricordato per il ruolo del Leone codardo/il fattore Zeke nel film Il mago di Oz 1939.

## Biografia
Si sposò nel 1919 con la ballerina Mercedes Delpino, da cui ebbe un figlio, Herbert (1929-2002), ma a partire dal 1930 la moglie ebbe gravi problemi mentali che la portarono ad essere internata e nel 1939 Lahr ottenne l'annullamento del matrimonio. Nel 1940, due mesi dopo il divorzio, si risposò con Mildred Schroeder, da cui ebbe due figli: John (1941) e Jane (1943).
Morì nel 1967, all'età di 72 anni, a causa di un'emorragia e di una polmonite.

## Filmografia parziale

### Cinema

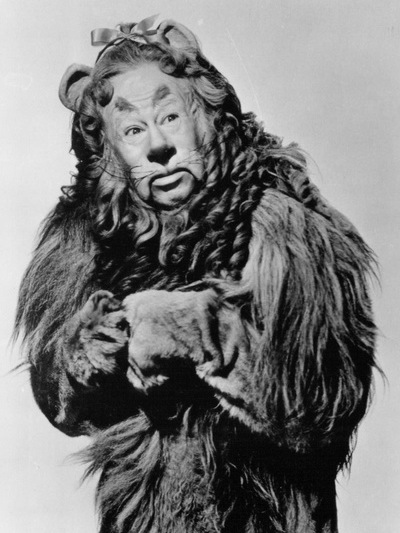
Bert Lahr interpreta il leone codardo ne Il mago di Oz (1939)

- Flying High, regia di Charles Reisner (1931)
- Mr. Broadway, regia di Johnnie Walker, Edgar G. Ulmer (1933)
- Merry Go Round of 1938, regia di Irving Cummings (1937)
- Una ragazza allarmante (Love and Hisses), regia di Sidney Lanfield (1937)
- Josette, regia di Allan Dwan (1938)
- Dietro l'angolo (Just Around the Corner), regia di Irving Cummings (1938)
- Zazà (Zaza), regia di George Cukor (1938)
- Il mago di Oz (The Wizard of Oz), regia di Victor Fleming (1939)
- Sing Your Worries Away, regia di A. Edward Sutherland (1942)
- Rotta sui Caraibi (Ship Ahoy), regia di Edward Buzzell (1942)
- Meet the People, regia di Charles Reisner (1944)
- Always Leave Them Laughing, regia di Roy Del Ruth (1949)
- Mr. Universe, regia di Joseph Lerner (1951)
- Rose Marie, regia di Mervyn LeRoy (1954)
- Lo sciopero delle mogli (The Second Greatest Sex), regia di George Marshall (1955)
- Quella notte inventarono lo spogliarello (The Night They Raided Minsky's) , regia di William Friedkin (1968) (postumo)

### Televisione
- General Electric Theater – serie TV, episodio 8x14 (1959)

## Doppiatori italiani
- Carlo Romano in Rose Marie (canto), Quella notte inventarono lo spogliarello
- Luigi Pavese ne Il mago di Oz (ed. 1949, dialoghi)
- Tata Giacobetti ne Il mago di Oz (ed. 1949, canzoni)
- Lauro Gazzolo in Rose Marie (dialoghi)
- Elio Pandolfi ne Il mago di Oz (ed. 1980)
- Raffaele Fallica ne Il mago di Oz (ed. 1985)